# Formica obscuripes
Formica obscuripes är en myrart som beskrevs av Auguste-Henri Forel 1886. Formica obscuripes ingår i släktet Formica och familjen myror. Inga underarter finns listade i Catalogue of Life.

## Bildgalleri

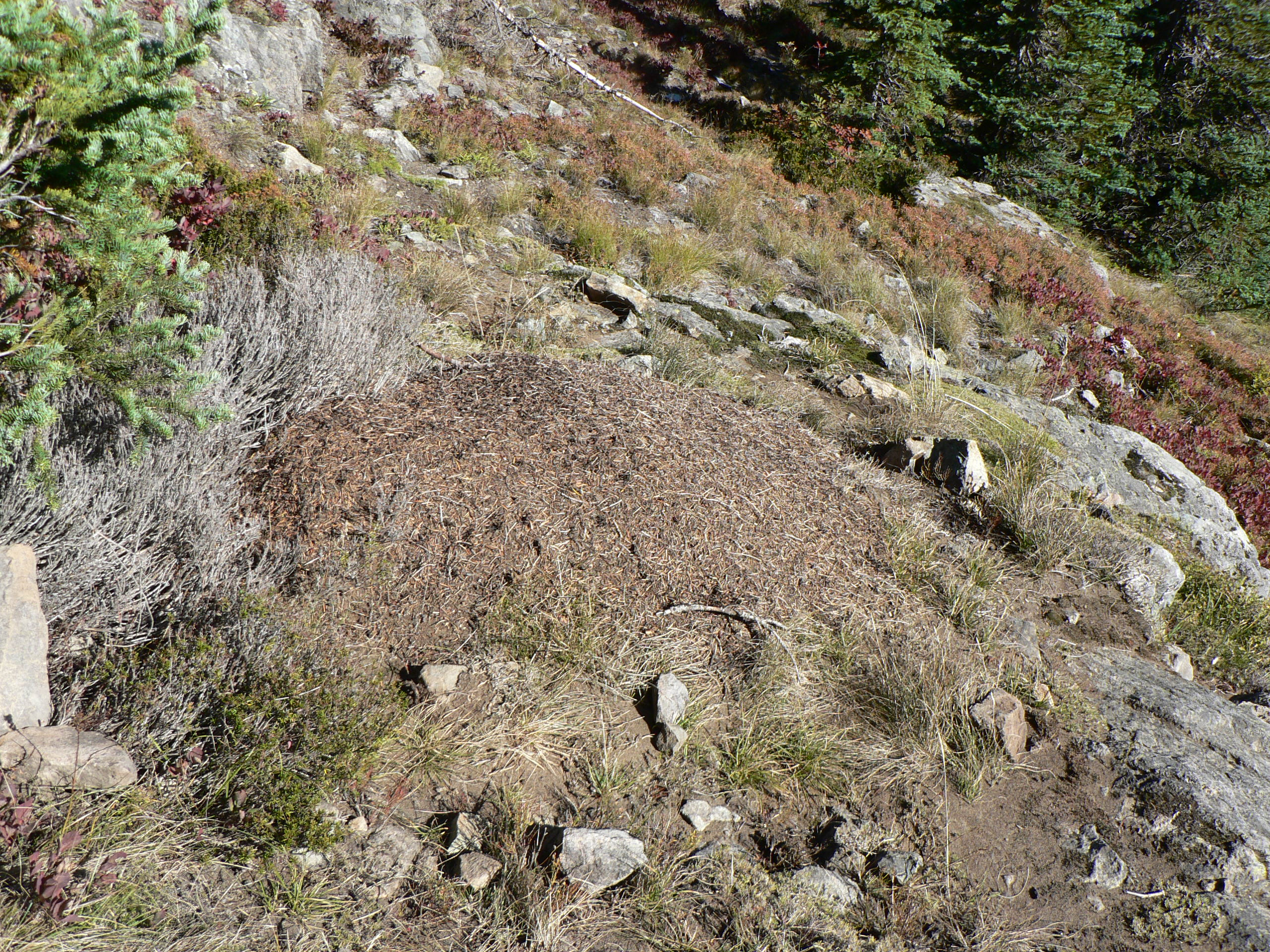
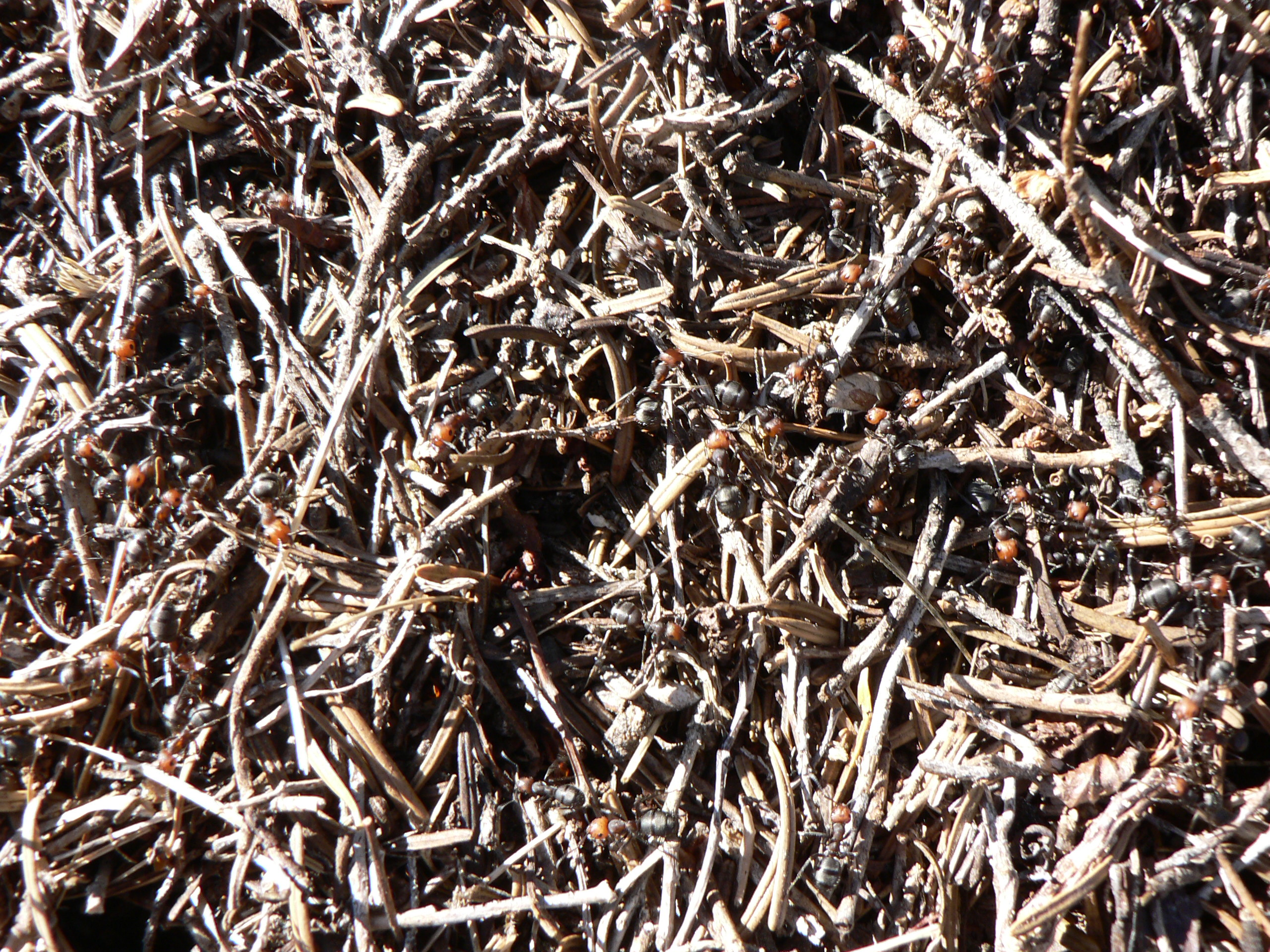